# 語言創建協會
語言創建協會(Language Creation Society、)為一非營利性機構，致力於提倡人工語言(conlang)、支持"人工語言創造者"(conlanger)，並告知一般公眾了解人工語言、及提供人工語言創造者社區的信息。語言創建協會還媒介"創意人"能尋求人工語言使其能使用在"創意作品"(在任何媒體上)裡，及為人工語言創造者尋求專業的工作。

## 任務
語言創建協會旨在提倡"人工語言"(colang)及促進"人工語言的創建"(colanging、the creation of conlang)"，主要是藉由為人工語言創造者所提供的平台而發布社區所關心的高質量工作之作法。進一步提高人工語言在大眾之中的認知。並為"專業的人工語言創造者"，及"有興趣增加更多的深度到他們另類世界的娛樂界人士"之間進行協調組織，並提供"可靠的聯繫"及"為那些想追求更多信息"的人士一個中央平台。

## 歷任主席
- 大衛·J·彼得森(2012-2014)

## 參閲
- 猶太語言

## 外部連結
- 官方网站